# Jules Van Cleemput
Jules Van Cleemput, né le 11 avril 1997 à Wilrijk (Anvers) en Belgique, est un footballeur belge qui joue au poste de défenseur. Taraudé par les blessures tout au long de sa carrière, il prend sa retraite à 27 ans.

## Biographie

### En club

#### Débuts au KV Malines (2015-2020)
Le 20 juillet 2019, il dispute avec le KV Malines, la Supercoupe de Belgique (défaite 3-0 face au KRC Genk).

#### Charleroi SC (2020-2024)
Jules Van Cleemput arrive à Charleroi en octobre 2020, en provenance de Malines. Il fait sa première apparition sous le maillot des Zèbres face à Genk, le 18 octobre 2020. Très vite, il montre ses qualités et se positionne en véritable pilier de l'équipe. Solide et engagé dans les duels, il représente parfaitement la mentalité du club Carolo. Cette saison-là, il disputera 19 matchs, pour 3 passes décisives, et surtout, une moyenne de 1,5 interceptions par match. Jules effectue 1,4 tacles par match, mais son expérience lui permet de ne prendre aucun carton rouge.
Dans la continuité de sa saison précédente, Jules monte en puissance. Le 30 octobre 2021, il marque son premier but pour les "Zèbres" face aux "Pandas" du KAS Eupen (victoire 3-0), qui est aussi son premier but en D1A. Puis, le 4 février 2022, il inscrit son deuxième but face à Seraing, après seulement 18' (victoire 2-0). Au total, il joue 21 matchs et marque 2 buts, tout en effectuant 2 interceptions et 1,6 tacles en moyenne par match.
Malheureusement, lors de la saison 2022-2023, les blessures à répétition le freine et il ne dispute que 8 rencontres. Sur son faible temps de jeu, il parvient néanmoins à réaliser 1,8 tacles et 1,4 interceptions en moyenne par match, en plus d'une passe décisive.
Jules semble opérer un retour définitif et convaincant après ses nombreuses blessures et démontre immédiatement son importance dans le jeu Carolo. Après 8 matchs joués, il est déjà à 2,6 interceptions et 1,1 tacles de moyenne par match. De plus, ses pourcentages de duels gagnés sont impressionnants : 70% au total, dont 73% pour les duels aériens. Offensivement, Jules se montre aussi très dangereux lorsqu'il en a l'occasion. Que ce soit sur ses centres, ou sur ses frappes. Comme en démontre son occasion après 44' face à Eupen, le 31 janvier 2024, lors de laquelle il envoie un missile sur le montant adverse (victoire 1-0 grâce à un but de Guiagon),.

#### Retour au KV Malines (depuis 2024)
Lors du mercato estival 2024, il signe un contrat de deux ans avec le Malinawa, où tout a commencé pour lui, avec la résolution de revenir au premier plan. Malheureusement, à nouveau victime de plusieurs blessures, il ne dispute que dix rencontres de championnat et une de coupe avant de définitivement jeter l'éponge et annoncer sa retraite le 1er mars 2025.

## Statistiques

### En club
| Saison                | Club                  | Championnat           | Championnat | Championnat | Championnat | Coupe(s) nationale(s) | Coupe(s) nationale(s) | Coupe(s) nationale(s) | Supercoupe | Supercoupe | Supercoupe | Autres compétitions | Autres compétitions | Autres compétitions | Autres compétitions | Total | Total | Total |
| Saison                | Club                  | Division              | M.          | B.          | P.d.        | M.                    | B.                    | P.d.                  | M.         | B.         | P.d.       | Comp.               | M.                  | B.                  | P.d.                | M.    | B.    | P.d.  |
| 2015-2016             | KSK Heist (prêt)      | Division 2            | 12          | 1           | 0           | -                     | -                     | -                     | -          | -          | -          | -                   | -                   | -                   | -                   | 12    | 1     | 0     |
| 2016-2017             | KV Malines            | Division 1A           | 5           | 0           | 0           | 0                     | 0                     | 0                     | -          | -          | -          | PO2                 | 5                   | 0                   | 0                   | 10    | 0     | 0     |
| 2017-2018             | KV Malines            | Division 1A           | 3           | 0           | 0           | -                     | -                     | -                     | -          | -          | -          | -                   | -                   | -                   | -                   | 3     | 0     | 0     |
| 2018-2019             | KV Malines            | Division 1B           | 17          | 0           | 1           | 2                     | 0                     | 0                     | -          | -          | -          | TM                  | -                   | -                   | -                   | 19    | 0     | 1     |
| 2019-2020             | KV Malines            | Division 1A           | 23          | 0           | 2           | -                     | -                     | -                     | 1          | 0          | 0          | -                   | -                   | -                   | -                   | 24    | 0     | 2     |
| 2020-2021             | KV Malines            | Division 1A           | 1           | 0           | 1           | -                     | -                     | -                     | -          | -          | -          | PO2                 | -                   | -                   | -                   | 1     | 0     | 1     |
| Sous-total            | Sous-total            | Sous-total            | 49          | 0           | 4           | 2                     | 0                     | 0                     | 1          | 0          | 0          | -                   | 5                   | 0                   | 0                   | 57    | 0     | 4     |
| 2020-2021             | Charleroi SC          | Division 1A           | 18          | 0           | 2           | 1                     | 0                     | 0                     | -          | -          | -          | -                   | -                   | -                   | -                   | 19    | 0     | 2     |
| 2021-2022             | Charleroi SC          | Division 1A           | 21          | 2           | 0           | 1                     | 0                     | 0                     | -          | -          | -          | PO2                 | -                   | -                   | -                   | 22    | 2     | 0     |
| 2022-2023             | Charleroi SC          | Division 1A           | 8           | 0           | 1           | -                     | -                     | -                     | -          | -          | -          | -                   | -                   | -                   | -                   | 8     | 0     | 1     |
| 2023-2024             | Charleroi SC          | Division 1A           | 9           | 0           | 0           | 1                     | 0                     | 0                     | -          | -          | -          | PO3                 | 0                   | 0                   | 0                   | 10    | 0     | 0     |
| Sous-total            | Sous-total            | Sous-total            | 56          | 2           | 3           | 3                     | 0                     | 0                     | -          | -          | -          | -                   | 0                   | 0                   | 0                   | 59    | 2     | 3     |
| 2022-2023             | Zébra Élites          | Nationale 1           | 2           | 0           | 0           | -                     | -                     | -                     | -          | -          | -          | -                   | -                   | -                   | -                   | 2     | 0     | 0     |
| 2023-2024             | Zébra Élites          | Nationale 1           | 1           | 0           | 0           | -                     | -                     | -                     | -          | -          | -          | -                   | -                   | -                   | -                   | 1     | 0     | 0     |
| Sous-total            | Sous-total            | Sous-total            | 3           | 0           | 0           | -                     | -                     | -                     | -          | -          | -          | -                   | -                   | -                   | -                   | 3     | 0     | 0     |
| 2024-2025             | KV Malines            | Division 1A           | 10          | 0           | 0           | 1                     | 0                     | 0                     | -          | -          | -          | -                   | -                   | -                   | -                   | 11    | 0     | 0     |
| Total sur la carrière | Total sur la carrière | Total sur la carrière | 130         | 3           | 7           | 6                     | 0                     | 0                     | 1          | 0          | 0          | -                   | 5                   | 0                   | 0                   | 142   | 3     | 7     |

## Palmarès

### En club
|  |  | KV Malines - Supercoupe de Belgique : - Finaliste : 2019 |